# 이호제
이호제(李昊濟 , ? ~ 1950년 4월)는 일제강점기와 미군정 시기의 사회주의 운동가이다.

## 생애
일부 기록에는 이호재라는 이름으로 나타나기도 한다.
보성전문학교 출신으로 학생 운동에 뛰어들면서 사회주의 운동가가 되었다. 미군정 시기 초반인 1945년 12월에 청총이라 불리는 전조선청년단체총동맹 중앙위원장으로 좌익 계열 군소 정당 중 하나를 이끌었고, 이후 좌파 정치 세력이 남조선로동당으로 정리되는 시점에서 김일성사회주의청년동맹의 전신 중 하나 남조선민주청년동맹에서 위원장을 맡아 좌익 청년 운동의 지도자로 활동했다.
좌익 활동이 불법화되는 과정에서 월북하여 평안남도 강동군의 강동정치학원 원장이 되었다. 강동정치학원은 유격전 전문가들을 양성하는 기관으로서 남조선로동당의 군사적 기반이었다. 제주도에 파견되어 있다가 1948년 4월에 발생한 제주 4·3 사건에 김달삼과 함께 참여했다.
여순 14연대 반란사건 이후 대한민국 영역에 좌익 야산대가 조직된 1949년 6월에 대한민국에서는 미군이 고문단만 남기고 철수하고, 조선민주주의인민공화국에서는 조국통일민주주의전선이 출범하였다. 조국통일민주주의전선 명의의 총력 투쟁 명령이 내려지면서 조선로동당은 강동정치학원 출신의 유격대원들을 대규모로 남파하면서 조선인민유격대를 창설했다.
이때 여순 반란군을 일부 흡수하여 지리산 지역에서 활동을 벌이고 있던 이현상의 지리산유격대는 제2병단이 되고, 새로 강동정치학원 군사반 출신으로 제1병단과 제2병단이 꾸려져 남파되었다. 이호제는 리승엽의 지시를 받고 제1병단 사령관을 맡아 삼십팔도선과 가까운 오대산 지구를 담당했다.
이호제와 제1병단은 약 360명의 대원으로 구성되어 태백산맥을 통해 남파되었고, 도처에서 군경과 전투를 벌이면서 오대산으로 내려왔다. 오대산에 도착했을 때는 입산해 있던 소규모 야산대를 흡수하여 약 4백명 규모의 병단이 되었다.
이후 오대산과 태백산을 주무대로 유격대를 이끌고 활동했으나 군경합동부대의 토벌로 제1병단은 1949년 12월 경에 거의 궤멸되었다.
한국 전쟁 발발 약 두 달 전인 1950년 4월에 토벌대와 전투 중 전사하였고 이호제의 시신에서 머리를 잘라낸 사진 기록이 남아 있다.

## 같이 보기
- 제주 4·3 사건

## 참고자료
- 이선아 (2003년 12월). “한국전쟁 전후 빨찌산의 형성과 활동”. 《역사연구》 (제13호): 164~165쪽.
- 안성일 (2004년 6월 20일). 〈'남·북에서 모두 버림받은' 분단시대의 기아 이현상 - 남로당 붕괴되다〉. 《혁명에 배반당한 비운의 혁명가들》. 서울: 선인. ISBN 89-89205-72-7.